# Красивая Меча
Краси́вая Меча́ — река в России, протекает в Тульской и Липецкой областях, правый приток Дона.

## Этимология
В источниках конца XIX река фигурирует как Красивый Меч или Красная Меча, в Водном реестре — как Красивая Меча и Красивый Мечь (последнее название дано явно с орфографической ошибкой). В легендах Ефремовского района Тульской области такое название обосновывается тем, что красивый меч, переправляясь через реку, потерял в ней либо Ярослав, либо Мамай.

## Гидрография

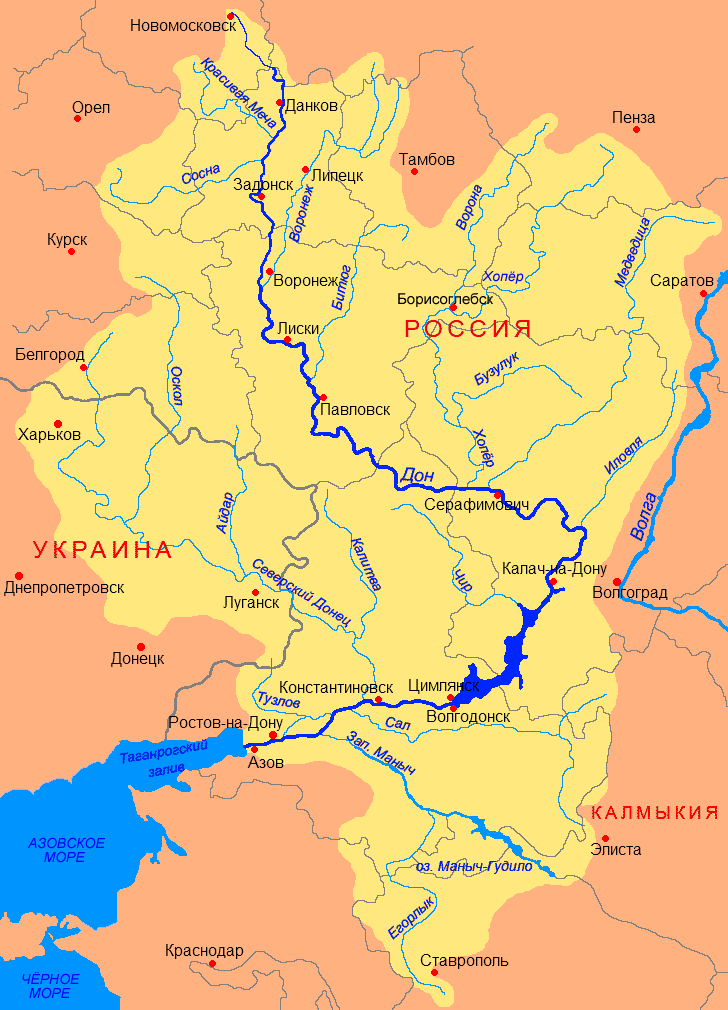
Бассейн Дона

Длина — 244 км, площадь бассейна — 6000 км². Протекает на востоке Среднерусской возвышенности. Питание снеговое, также множество родников, особенно у деревни Юдинка Тульской области. Ледостав обычно с конца ноября по начало апреля.
Начиная от села Вязово (Тульская область) берега реки становятся всё выше и выше. Очень часто эту местность называют Русской Швейцарией. Неповторимый вид открывается с высоты Ишутинского городища, где, согласно данным археологии, проживало сарматизированное население. Особенно высокие берега Красивой Мечи у деревни Иншаковка Лебедянского района и у села Сергиевское Краснинского района Липецкой области. Кстати, село Сергиевское прежде имело название Каменный Верх.
Река протекает по территориям Тёпло-Огарёвского, Воловского, Каменского и Ефремовского районов Тульской области, Краснинскому и Лебедянскому районам Липецкой области.

## Притоки (км от устья)
- 24 км: река Семенек (Сухой Семенек) (пр)
- 36 км: река Птань (лв)
- 59 км: ручей Дубрава (руч. Ступинский) (пр)
- 105 км: река Вытемка (лв)
- 108 км: река Голубки (Лубки) (лв)
- 115 км: река Кобылинка (Яндовка) (пр)
- 130 км: ручей Уродовка (Уродов) (лв)
- 132 км: река Любашевка (пр)
- 146 км: река Семенек (пр)
- 184 км: река Каменка (пр)
- 195 км: река Турдей (лв)
- 221 км: река Мутенка (Амутная, Мутная) (лв)
- 233 км: река Красивая (Доробинка) (пр)

## Достопримечательности
- Конь-камень близ села Козье

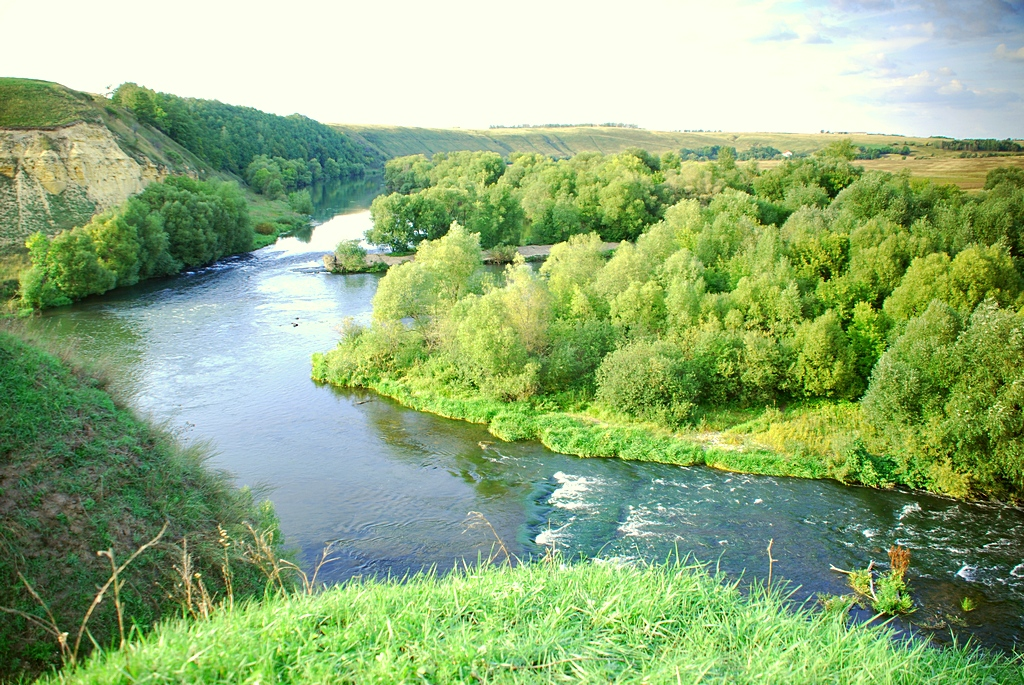
Вид на Ишутинское городище и реку Красивая Меча под ним

- Остатки плотины и электростанции в селе Троекурово[7]
- Остатки Кураповской гидроэлектростанции, построенной на базе водяной мельницы ниже села Курапово[8]
- Многочисленные выходы девонских известняков, получившие общее название Кураповские скалы.
- Ишутинское городище и остатки плотины под ним.

## Крупные населённые пункты
В Тульской области:
- село Пожилино (Ефремовский район)
- пригородное село Богово (Ефремовский район)
- город Ефремов
- село Красногорское (Ефремовский район)
- село Козье (Ефремовский район)
- деревня Ишутино (Ефремовский район)
- село Шилово (Ефремовский район)

В Липецкой области:
- село Троекурово (Лебедянский район)
- село Сергиевское (Краснинский район)
- село Иншаковка (Лебедянский район)
- село Большое Попово (Лебедянский район)

## В литературе
- Художественное описание реки и местности встречается в рассказах И. С. Тургенева (из цикла «Записки охотника»):[9]

«Там у нас, на Красивой-то на Мечи, взойдешь ты на холм, взойдешь — и, господи боже мой, что это? а? И река-то, и луга, и лес; а там церковь, а там опять пошли луга. Далече видно, далече. Вот как далеко видно… Смотришь, смотришь, ах ты, право!»

## Ихтиофауна
В водах реки обитают плотва, пескарь, окунь, щука, голавль.